# Aćarja
Aćarja (dewanagari आचार्य, transliteracja ācārya, ang. acharya, jap. ajari; tyb. Lobpyn) – mistrz, profesor. Tytuł nadawany w Azji Środkowej w religiach dharmicznych wielkim duchowym nauczycielom (sanatanadharmy) i wybitnie wykształconym uczonym.

## Hinduizm

### Przykłady użyć
- Adwajta Aćarja
- Adi Śankara – czyli Śankaraćarja
- Sanatan Dharma Dhurandar Acharya Maharaj Shree 1008 Tejendraprasadji Maharaj
- H.H. Aćarja Mahamandeleśwar Jug Purusz Śri Swami Parmanand Dźi Giri Maharadź

## Buddyzm
W buddyzmie tybetańskim tytuł Wadżra Aćarja (ang. Vajra Acharya) oznacza mistrza buddyzmu wadżrajany, który otrzymał przekaz wszystkich nauk i praktyk tradycji i dzierży pełny przekaz duchowy linii.